# Williams & Griffin
Williams & Griffin was een warenhuis in Colchester in het Engelse Essex. Het warenhuis kwam voort uit een fusie in 1963 van H.E. Williams & Co. Ltd. en H.L. Griffin & Co. Ltd. In 2008 werd het warenhuis overgenomen door Fenwick en in 2016 werd het ook omgedoopt tot Fenwick. 

## Geschiedenis
In april 1963 fuseerden H.L. Griffin & Co. en H.E. Williams & Co. van de familie Ireland tot een nieuwe onderneming met 110 medewerkers. Het pand van Griffin werd binnen twee jaar na de fusie verkocht en de winkels werden samengevoegd tot één warenhuis. In 1964 werden onder andere damesmodewinkel A. & E.P. Baker en de juwelier Heasman & Son overgenomen.
In 1966 werd de familie Griffin uitgekocht, vanwege het pensioen van bestuurder Jack Griffin en het gebrek aan interesse van de zonen om hun vader op te volgen. Het meerderheidsbelang werd overgenomen door de familie Ireland. In 1969 werd het laatste overblijfsel van de oorspronkelijke bedrijven – Williams' nevenactiviteit op het gebied van landbouwmachines aan Cowdray Avenue – na twee jaar onderhandelen verkocht aan Eastern Tractors. Op dat moment had Williams & Griffin een geschatte omzet van £ 400.000. 
In 1981 werd het besluit om te stoppen met nevenactiviteiten teruggedraaid en opende Williams & Griffin onder leiding van Patrick Ireland een tuincentrum op het terrein van het voormalige landbouwmachinebedrijf dat men in niet meeverkocht had. Het tuincentrum werd in 1990 gesloten, waarna het terrein alsnog verkocht werd. In 2007 won Williams & Griffin "Beste onafhankelijke warenhuis van het jaar", van het vakblad Drapers.
Het warenhuis bleef in handen van de familie Ireland tot de verkoop in maart 2008 aan de warenhuisketen Fenwick. Op dat moment had het warenhuis afdelingen voor mode, speelgoed, geschenken, huishoudelijke artikelen en meubels en een restaurant op de bovenste verdieping. In 2015 kondigde het aan dat het, na een ingrijpende herontwikkeling van de locatie, de nieuwe naam Fenwick zou krijgen en Fenwick Colchester zou worden.